# Teatro del Lago

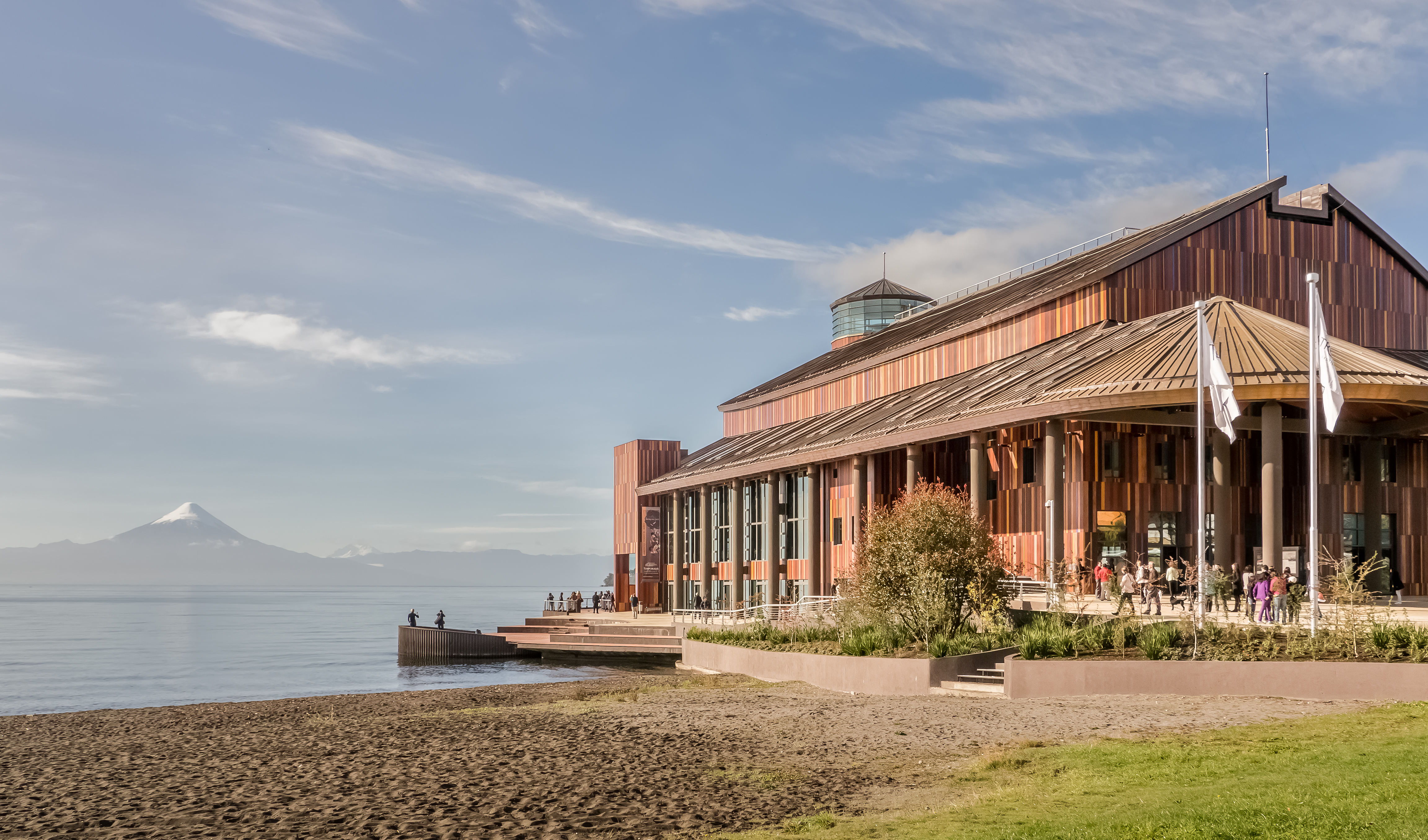
Teatro del Lago in Frutillar (2011)

Das Teatro del Lago, zu Deutsch Theater am See, ist ein chilenisches Theater in Frutillar, Region Los Lagos. Das Theater gilt als das südlichste internationale Theater- und Konzerthaus der Welt.

## Geschichte
Der in der Kommune ansässige Unternehmer Guillermo Schiess begann im Jahr 1996 mit der Planung und Entwicklung eines neuen Veranstaltungsortes für die Musikwochen von Frutillar, die jedes Jahr im Sommer stattfinden. Diese Initiative wurde notwendig, nachdem das ursprüngliche Hotel Frutillar, in dem die Musikwochen zuvor veranstaltet worden waren, durch einen Brand zerstört worden war. Er starb 1998, aber seine Erben führten das Projekt fort. Der ursprüngliche Entwurf stammt von den Architekten Gerardo Köster und Gustavo Greene, die ein modernes Gebäude konzipierten, das in erster Linie als Konzertsaal für sinfonische Musik dienen sollte. Später wurde das Nutzungsspektrum auch auf Opernaufführungen und weitere Bühnenproduktionen erweitert.
Der Bau des Theaters begann im Jahr 1998, wurde jedoch aufgrund wirtschaftlicher Schwierigkeiten – insbesondere infolge der Asienkrise Ende des 20. Jahrhunderts – vorübergehend unterbrochen. Erst im Jahr 2008 konnten die Bauarbeiten wieder aufgenommen werden. Nach mehreren Jahren der Planung und des Baus wurde schließlich im Jahr 2010 das Teatro del Lago am Ufer des Llanquihue-Sees eröffnet. Das moderne Theater gilt als eines der bedeutendsten Kulturzentren Südamerikas und bietet eine herausragende Akustik sowie Raum für Konzerte, Theateraufführungen und Bildungsprogramme. Seit seiner Eröffnung ist es der Hauptaustragungsort der Musikwochen und hat Frutillar den Ruf als chilenische Musikmetropole gesichert. Die Aktivitäten des Theaters führten dazu, dass Frutillar 2017 dem UNESCO Creative Cities Network beitrat.
Die Familie Schiess leitete die Fundación Teatro del Lago bis zum Jahr 2024 und stellte in dieser Zeit wesentliche finanzielle Mittel zur Verfügung. Mit dem Ziel, dem Theater eine nachhaltige Selbstfinanzierung zu ermöglichen, zog sich die Familie anschließend aus dem Vorstand der Stiftung zurück.

## Architektur
Die architektonische Gestaltung des Teatro del Lago wurde stark von der traditionellen Bauweise der Insel Chiloé im Süden Chiles inspiriert. Dafür kamen einheimische Hölzer wie Alerce, Mañío und Coigüe zum Einsatz, ebenso wie Holzschindeln an den Fassaden – ein typisches Merkmal der Chilote-Architektur. Darüber hinaus wurden auch Einflüsse der deutschen Siedler, die in der Region um den Llanquihue-See eine prägende Rolle spielten, in die Gestaltung integriert, etwa durch bestimmte Holzverarbeitungstechniken und gestalterische Details. Diese Gestaltung sollte nicht nur eine Hommage an die Baukultur des Südens darstellen, sondern auch eine harmonische Integration in die natürliche Umgebung des Llanquihue-Sees und der umliegenden Vulkane ermöglichen. Das Ergebnis ist ein Bauwerk, das traditionelle Elemente mit einer zeitgenössischen architektonischen Vision verbindet und heute als eines der bedeutendsten Kulturgebäude Chiles gilt.